# 莫赤也别
莫赤也别（波斯語：موجی يبه，羅馬化：Mūjī Ībe，其他转写：Möči Yebe，见《史集》），又作木只耶耶，蒙古帝国皇族，成吉思汗次子察合台的儿子。

## 生平
察合台娶了蒙古部族中有力姻亲弘吉剌部的也速伦可敦为正妻。莫赤也别的母亲原本是侍奉也速伦可敦的女奴。由于母亲身份低微，察合台轻视莫赤也别的存在，给他的封地也很少。
《史集》一处记载莫赤也别为察合台的长子，另一处又记载也速伦可敦的儿子抹土干是察合台诸子中最年长的。这是因为是否将庶出儿子计入排序导致的差异，一般认为在察合台所有儿子中莫赤也别最年长，而嫡子中则是抹土干最年长。实际上，讨论察合台汗国继承人时，仅涉及抹土干、别勒格失、也速蒙哥等嫡子，作为兄长的莫赤也别未被列入候选。
1236年（丙申年），窝阔台第三子阔端担任总帅攻打南宋，史料记载“宗王穆直”与汪古部出身的将领按竺迩一同进攻四川地区。从语音对应及按竺迩为察合台家千户的身份推断，“穆直” 即莫赤也别。按竺迩以炮兵为先锋攻克宕昌，又通过围困攻克文州，还招徕吐蕃僧长勘陁孟迦等人并赐予银符。当按竺迩攻克龙州后，四川各路蒙古军集结进攻成都并将其攻陷。但蒙古军撤退后，成都再次背蒙归宋。1237年（丁酉年），按竺迩向莫赤也别献策：“陇地州县已平定，但人心仍有反叛之意。西边的汉阳是连接陇蜀的要冲，便于南宋和吐蕃入侵，应选良将镇守此地。”莫赤也别回应：“压制反叛之心，抵御来敌是良策，除你按竺迩外无人可担此任。”于是派遣五名千户长率部驻守。此后莫赤也别家族不再参与四川经略，但按竺迩家族继续在四川活动。

## 子孙
作为察合台庶子，莫赤也别的家族在重视嫡庶之分的蒙古社会中被轻视，其子孙事迹几乎无记载。不过据推测，其孙拜答寒可能是元朝安定王家族的始祖，该家族进入明朝后以安定卫的形式与哈密卫的出伯家族并存。

### 世系
- 察合台（Čaγatai，چغتاى Chaghatāī）
  - 莫赤也别(Möči Yebe,موجی يبهMūjī Ībe)
    - 帖古迭儿(Negüder,نکودارNekūdār)
    - 阿合马(Aḥmad,احمدAḥmad)
    - 迭克失(Tekshi,تکشیTekshī)
      - 拜答寒(Baidaqan,بایدغانBāīdaghān)

    - 那木忽里
    - 不克不花
    - 帖木迭儿(Temüder,تمودارTemūdār)
    - 火檀(Qotan,قوتانQūtān)
    - 彻彻(Cheche,چاچهChāche)
    - 彻彻克秃(Chechektü,چاچکتوChāchektū)
    - 亦沙勒(IshalایشالYīshāl)
    - 脱罕